# 霸伯簋
霸伯簋是三件西周穆王时期所制造器皿的统称。三件器皿出土于山西翼城大河口M1107墓，属于霸伯。器皿形制类似、铭文基本相同，编号分别是M1107:8、M1107:35、M1107:40:86。
M1107:35——霸伯簋或称霸伯山簋。此器得名于其铭文所写“山簋”，是中国发掘出的第一个同类型器皿，根据山西省考古研究所推测，“山”字既可以是用于描述此器皿的用途，也可用于描述其形制。

## 形制
器身敞口，卷沿上翘，方唇，斜直腹，平底略圜，下接圈足，足外撇且下折成阶，足底面斜平内折，内侧有折沟，口、腹、圈足横截面均为圆角长方形。

## 纹饰
山簋的主体纹饰是波曲纹，并依靠这种纹路描述了山峦起伏的形状。
|  | 上腹左右两侧置龙首形。盖顶面浅浮雕四只大鸟纹，两只一组，每组二鸟相对。鸟昂首前视，圆目凸出，长冠前部下垂向后卷折，冠羽分二股，内侧一股冠羽末端向后卷折至尾部，短身，身下一足，长尾分二股，后曳而回卷，尾下有云形分尾。鸟颈饰阴线羽纹，身饰阴线云纹。顶面中部饰一菱形纹。以阳线云雷纹为地。盖四壁浅浮雕八只鸟纹，每面两鸟鸟首相对，以简化兽面纹为界。鸟圆目凸出，冠羽分两股，前股粗壮而长，前伸而下折回卷，后股较细而短，后曳而上卷，短身，身下两足，分尾，向后平伸而上折回卷。以阳线云雷纹为地。盖顶四角山峰形捉手外面主纹为翎眼纹，地纹为阳线云雷纹，山形上部和提手间随山峰走势饰以双阴线纹。山形捉手内面饰蝉形阴线云纹，其上也以双阴线相连。器身上腹部饰八只鸟纹，每面两只，与盖壁面鸟纹略同，正、背面二鸟间以高浮雕兽头，兽头凸圆目，目中部有凹坑，弯眉上翘，高鼻梁，鼓腮，平吻，横“Ｃ”形宽大双角，额饰菱形纹，腮饰斜阴线纹。器身两侧二鸟间以龙首形，双空腔，龙首圆目凸出，目中部有凹窝，头上立圆柱状双角，角首略粗，宽额，棱角分明，面凹曲，鼻梁塌陷，吻部凸出，口两侧露尖齿，面饰阴线云纹，额中部饰阴线菱形纹，耳面饰阴线纹，角前面饰心形云纹，角后面饰蝉形云纹，角首面饰阴线涡纹。器身中、下腹饰宽波带纹，以三周阴线将宽波带分为宽窄不等的四重波带，波峰间饰双阴线勾勒的心形和口形纹，以阳线云雷纹为地。圈足上饰两周凸弦纹。 |

## 铭文
M1107:40——霸伯簋盖铭、器铭文字相近，盖铭共六行五十一字，内容与盐卤、丹砂相关:86：
|  | 唯十又一月，井叔来█卤，蔑霸伯历，使伐用帱二百、丹二糧、虎皮一，霸伯拜稽首对扬井叔休，用作宝簋，其万年，子子孙孙其永宝用。 |

器铭共六行五十字，如下：
|  | 唯十又一月，井叔来 卤，蔑霸伯历，使伐用帱二百、丹二糧、虎皮一，霸伯拜稽首对扬井叔休，用作宝簋，其万年，子子孙其永宝用。 |

## 备注
1. ↑  也可称为波带纹、环带纹，山纹